# Mirandea huastecensis
Mirandea huastecensis är en akantusväxtart som beskrevs av T.F. Daniel. Mirandea huastecensis ingår i släktet Mirandea och familjen akantusväxter. Inga underarter finns listade i Catalogue of Life.